# Château du Pin (Loiret)
Pour les articles homonymes, voir château du Pin.
Le château du Pin est un château français situé à Mérinville, dans le département du Loiret en région Centre-Val de Loire.

## Géographie
Le château est situé au nord-ouest du territoire de la commune de Mérinville, à 142 mètres d'altitude, à proximité du lieu-dit Les Râles, le long de la route du Pin, dans la région naturelle du Gâtinais et le département du Loiret (région Centre-Val de Loire).

## Histoire
Dès le XIIe siècle, des documents font état de la présence au Pin d'Adèle de Champagne, mère de Philippe Auguste et reine de France par son mariage avec Louis VII.
À la mort de ce dernier et jusqu'en 1192, date du retour de Philippe Auguste de la troisième croisade, elle règne sur le royaume de France.
C'est à cette époque que Philippe Auguste achète le château du Pin à sa mère qui veut se consacrer à la fondation d'abbayes. Le Pin est alors idéalement situé entre les abbayes de Ferrières et de Rozoy. Les premières mentions de la seigneurie apparaissent à ce moment-là dans les minutes des notaires.
Édifié dans sa forme actuelle au début du XVIIe siècle sur les ruines de l'ancien château devenu dépendance de l'abbaye de Ferrières en Gâtinais, le Pin a été modernisé au début du XIXe siècle.
En 1821, le maréchal de France, Sylvain Charles Valée acquiert le domaine et restaure le château avec l'aide de l'architecte Auguste Pellechet.
Il le fait aménager pour pouvoir y venir aussi souvent que possible, bien que ses obligations militaires lui laissent peu de temps.
Il fait dessiner un parc composé d'un jardin à l'anglaise et d'un jardin à la française, fait planter un potager, et profite des étangs qui jalonnent la propriété. Pendant ses séjours, il s'adonne à l'agriculture et à la botanique, deux passions qui animeront son temps libre.
Il y reçoit sa fille unique, Adèle Valée
Après la seconde Guerre mondiale, le journaliste et écrivain allemand August von Kageneck, habite la maison pendant plusieurs années.[réf. nécessaire]
En 2011, le château est mis en vente. Soucieux de le conserver dans la famille, une des descendantes directes du Maréchal Valée et son mari parviennent à le racheter en 2012. En 2017, le domaine privé des étangs du Pin est à son tour racheté par le couple.[réf. nécessaire]
En 2023, Le Château du Pin intègre "la route des illustres du Loiret", dont le parrain est Lorant Deutch.